# Cuphea urbaniana
Cuphea urbaniana är en fackelblomsväxtart som beskrevs av Emil Bernhard Koehne. Cuphea urbaniana ingår i släktet blossblommor, och familjen fackelblomsväxter. Utöver nominatformen finns också underarten C. u. uleana.